# Ann Taylor
Winifred Ann Taylor, baronowa Taylor of Bolton (ur. 2 lipca 1947) – brytyjska polityk, członkini Partii Pracy, minister w pierwszym rządzie Tony’ego Blaira.

## Życiorys
Od 1974 r. zasiadała w Izbie Gmin jako reprezentantka okręgu Bolton West. W latach 1975–1977 była parlamentarnym prywatnym sekretarzem Freda Mulleya, ministra edukacji i nauki, później ministra obrony. Kiedy premierem był James Callaghan Taylor pełniła funkcję rządowego whipa. Była nim do wyborczej porażki laburzystów w 1979 r. W 1983 r. przegrała wybory parlamentarne w okręgu Bolton North East i na jedną kadencję znalazła się poza Izbą Gmin. Powróciła do niej w 1987 r. wygrywając wybory w okręgu Dewsbury.
Taylor pełniła różne funkcje w laburzystowskim gabinecie cieni. Była ministrem edukacji w latach 1992–1994, Kanclerzem Księstwa Lancaster w latach 1994–1995, przewodniczącym Izby Gmin w latach 1994–1997. Po zwycięstwie Partii Pracy w wyborach 1997 r. Taylor została członkiem gabinetu jako przewodniczący Izby Gmin i Lord Przewodniczący Rady. Na tych stanowiskach pozostała do 1998 r., kiedy to została Głównym Whipem i parlamentarnym sekretarzem skarbu. W 2001 r. przestała być członkiem rządu. Objęła wówczas przewodnictwo komisji wywiadu i bezpieczeństwa. Popierała zaangażowanie Wielkiej Brytanii w Iraku, równouprawnienie homoseksualistów oraz tworzenia szpitali.
Taylor zrezygnowała ze startu w wyborach 2005 r. 13 czerwca 2005 r. otrzymała dożywotni tytuł parowski baronowej Taylor of Bolton i zasiadła w Izbie Lordów. 7 listopada 2007 r. została ministrem stanu ds. zaopatrzenia armii w ministerstwie obrony. W październiku 2008 r. została przeniesiona na nowo utworzone stanowisko ministra stanu ds. międzynarodowej obrony i bezpieczeństwa.